# Славен, Пётр Антонович
Пётр Антонович Славен (латыш. Pēteris Slavens; 1874—1919) — русский военный деятель и советский военачальник, командовал Южным фронтом в ходе Гражданской войны.

## Биография
Происходил из латышских крестьян, из деревни Гатарта Видземской волости. Кадровый офицер царской армии, участвовал в Первой мировой войне в составе 67-го Тарутинского пехотного полка. За отличия в боях под Варшавой 26 октября 1914 года, штабс-капитан Славен был награждён Георгиевским оружием. На июнь 1916 года — и. д. начальника штаба 67-го Тарутинского пехотного полка, капитан. Полковник (1917).
В составе Красной Армии участвовал в Гражданской войне, командовал Красными латышскими стрелками. В августе-октябре 1918 года — командарм 5-й армии Восточного фронта. Под его командованием 5-я армия участвовала в операции по занятию Казани.
С ноября 1918 по январь 1919 года — командующий Южным фронтом. С 10 марта командующий армией Советской Латвии, затем командующий 15-й армией Западного фронта РСФСР (с 7 по 25 июня 1919).
Советский историк Т. Драудынь приводил данные, что П. Славен в 1921 году вернулся в Латвию, вскоре был арестован и скончался в тюрьме, однако в Латвийской советской энциклопедии как год его смерти указан 1919 год. Латвийский публицист Виестурс Спруде пишет, что Славен латвийским властям сдался в ноябре 1919 года. Такого же мнения историк Л. В. Ланник. Причина смерти - пневмония.

## Награды
- Орден Святого Станислава 3-й степени (?)
- Орден Святой Анны 3-й степени с мечами и бантом (ВП 22.01.1915)
- Орден Святого Станислава 2-й степени с мечами (ВП 22.01.1915)
- Орден Святого Владимира 4-й степени с мечами и бантом (ВП 1.04.1915)
- Георгиевское оружие (ВП 5.05.1915)
- Орден Святой Анны 2-й степени с мечами (ВП 6.08.1915)
- Орден Святой Анны 4-й степени с надписью "За храбрость" (ВП 9.4.1916)
- мечи и бант к ордену Святого Станислава 3-й степени (ВП 3.06.1916)